# Championnats du monde de triathlon longue distance 1999
Les Championnats du monde de triathlon longue distance 1999 présentent les résultats des championnats mondiaux longue distance de triathlon en 1999 organisés par la fédération internationale de triathlon.
Ces 6e championnats se sont déroulés à Säter en Suède le 11 juillet 1999.

## Distances
| Distances course (kilomètres) | Distances course (kilomètres) | Distances course (kilomètres) |
| Natation                      | Vélo                          | Course à pied                 |
| ----------------------------- | ----------------------------- | ----------------------------- |
| 4                             | 120                           | 30                            |

## Résultats

### Homme
| Rang   | Athlète            | Pays             | Temps           |
| ------ | ------------------ | ---------------- | --------------- |
| Or     | Peter Sandvang     | Danemark         | 5 h 44 min 04 s |
| Argent | Torbjørn Sindballe | Danemark         | 5 h 48 min 27 s |
| Bronze | Massimo Guadagni   | Italie           | 5 h 49 min 51 s |
| 4      | Gilles Reboul      | France           | 5 h 50 min 35 s |
| 5      | Cameron Brown      | Nouvelle-Zélande | 5 h 51 min 29 s |
| 6      | Patrik Tjardal     | Suède            | 5 h 52 min 55 s |
| 7      | Tero Hyppoelae     | Finlande         | 5 h 54 min 01 s |
| 8      | Marc Herremans     | Belgique         | 5 h 54 min 19 s |
| 9      | Mika Luoto         | Finlande         | 5 h 54 min 58 s |
| 10     | Cyrille Neveu      | France           | 5 h 55 min 56 s |

### Femme
| Rang   | Athlète          | Pays       | Temps           |
| ------ | ---------------- | ---------- | --------------- |
| Or     | Suzanne Nielsen  | Danemark   | 6 h 20 min 17 s |
| Argent | Joanne king      | Australie  | 6 h 22 min 20 s |
| Bronze | Jasmine Hämmerle | Autriche   | 6 h 25 min 24 s |
| 4      | Lena Wahlqvist   | Suède      | 6 h 28 min 25 s |
| 5      | Karen Smyers     | États-Unis | 6 h 31 min 49 s |
| 6      | Robyn Roocke     | Australie  | 6 h 33 min 34 s |
| 7      | Joanna Zeiger    | États-Unis | 6 h 36 min 41 s |
| 8      | Marijke Zeekant  | Pays-Bas   | 6 h 49 min 02 s |
| 9      | Alison Hayden    | États-Unis | 6 h 51 min 17 s |
| 10     | Melissa Spooner  | Canada     | 6 h 53 min 50 s |

## Tableau des médailles
| Rang  | Nation    | Or | Argent | Bronze | Total |
| ----- | --------- | -- | ------ | ------ | ----- |
| 1     | Danemark  | 2  | 1      | 0      | 3     |
| 2     | Australie | 0  | 1      | 0      | 1     |
| 3     | Autriche  | 0  | 0      | 1      | 1     |
| -     | Italie    | 0  | 0      | 1      | 1     |
| Total | Total     | 2  | 2      | 2      | 6     |